# Ben Cross
Harry Bernard „Ben“ Cross (London, 1947. december 16. – Bécs, 2020. augusztus 18.) angol színész és író.

## Filmográfia

### Film
| Év   | Eredeti cím                         | Szerep                      | Magyar cím                               |
| 1977 | A Bridge Too Far                    | Trooper Binns               | A híd túl messze van                     |
| 1981 | Chariots of Fire                    | Harold Abrahams             | Tűzszekerek                              |
| 1984 | The Far Pavilions                   | Ash                         |                                          |
| 1985 | The Assisi Underground              | Rufino Niccacci             |                                          |
| 1988 | The Unholy                          | Father Michael              |                                          |
| 1988 | Paperhouse                          | Dad                         |                                          |
| 1988 | La bottega dell'orefice             | Stephane                    |                                          |
| 1991 | Eye of the Widow                    | Nassiri                     | Az özvegy szeme                          |
| 1992 | Live Wire                           | Mikhail Rashid              |                                          |
| 1993 | Cold Sweat                          | Mark Cahill                 |                                          |
| 1995 | First Knight                        | Prince Malagant             | Az első lovag                            |
| 1995 | Hellfire                            | Marius Carnot               |                                          |
| 1997 | Turbulence                          | Captain Samuel Bowen        |                                          |
| 1997 | The Invader                         | Renn                        |                                          |
| 1999 | Tower of the Firstborn              | Michael Shannon / Zadick    |                                          |
| 1999 | The Venice Project                  | Rudy Mestry / Bishop Orsini |                                          |
| 2001 | The Order                           | Ben Ner                     | A rend őrzője                            |
| 2004 | Exorcist: The Beginning'            | Semelier                    |                                          |
| 2005 | The Mechanik                        | William Burton              | Keleti bosszú                            |
| 2006 | Behind Enemy Lines II: Axis of Evil | Commander Tim Mackey        | Ellenséges terület 2.: Az ördög tengelye |
| 2006 | Wicked Little Things                | Aaron Hanks                 |                                          |
| 2007 | When Nietzsche Wept                 | Josef Breuer                |                                          |
| 2007 | Finding Rin Tin Tin                 | Nikolaus                    | Rin Tin Tin                              |
| 2007 | Species – The Awakening             | Tom Hollander               | A lény 4.                                |
| 2005 | Hero Wanted                         | Cosmo Jackson               | Hős kerestetik                           |
| 2005 | War, Inc.                           | Medusa Hair                 | Jó üzlet a háború                        |
| 2009 | Star Trek                           | Sarek                       |                                          |
| 2013 | Jack the Giant Killer               | Agent Hinton                |                                          |
| 2013 | A Common Man                        | Morris Da Silva             |                                          |
| 2018 | The Hurricane Heist                 | Sheriff Jimmy Dixon         | Hurrikán meló                            |
| 2019 | Jarhead: Law of Return              | USMC General Betz           |                                          |
| 2019 | Wildings                            | Mr. Kane                    |                                          |
| 2020 | The Rest is Ashes                   | Old George Smith            |                                          |
| 2021 | The Devil's Light                   | Cardinal Matthews           |                                          |
|      | Last Letter From Your Lover         | Older Anthony               |                                          |

2008 Az esüllyedt világ kincse

## Fordítás
- Ez a szócikk részben vagy egészben  a   Ben Cross című angol Wikipédia-szócikk fordításán alapul.  Az eredeti cikk szerkesztőit annak laptörténete sorolja fel. Ez a jelzés csupán a megfogalmazás eredetét és a szerzői jogokat jelzi, nem szolgál a cikkben szereplő információk forrásmegjelöléseként.